# Avima severa
Avima severa is een hooiwagen uit de familie Agoristenidae.